# Feliks Pieczka
Feliks Bronisław Pieczka (ur. 18 maja 1935 w Lubiewie, zm. 2 lipca 2024) – polski geolog, poseł na Sejm I kadencji.

## Życiorys
W 1958 ukończył studia na Wydziale Budownictwa Wodnego Politechniki Gdańskiej, w 1974 obronił doktorat w sopockim oddziale Państwowego Instytutu Geologicznego. Do 1969 był pracownikiem naukowym PG, następnie pracował w Oddziale Geologii Morza Państwowego Instytutu Geologicznego.
W 1980 wstąpił do „Solidarności”. Był członkiem komitetu założycielskiego, a później przewodniczącym komisji oddziałowej związku w swoim miejscu pracy. Współtworzył NSZZ „S” w Państwowej Służbie Geologicznej, wchodząc w skład komisji wnioskowej w centrali instytutu. W okresie 1981–1989 zajmował się organizowaniem pomocy osobom represjonowanym. W 2000 przeszedł na emeryturę.
W latach 1991–1993 sprawował mandat posła na Sejm I kadencji z listy Wyborczej Akcji Katolickiej. Do 1996 działał w Zjednoczeniu Chrześcijańsko-Narodowym, później związany z różnymi organizacjami narodowej prawicy. Bezskutecznie kandydował do Sejmu w 1993 z ramienia KKW „Ojczyzna” i w 1997 z listy Ruchu Odbudowy Polski. W wyborach samorządowych w 2006 bez powodzenia startował do sejmiku pomorskiego z listy Prawa i Sprawiedliwości.
Był sekretarzem Sekcji Geologiczno-Geofizycznej Komitetu Badań Morza Polskiej Akademii Nauk. Zaangażowany w związane z Radiem Maryja inicjatywy dotyczące Stoczni Gdańskiej, m.in. jako przewodniczący (od 1999) Społecznego Komitetu Ratowania Stoczni Gdańskiej.
Został pochowany na cmentarzu Łostowickim w Gdańsku.

## Odznaczenia
W 2022 został odznaczony Krzyżem Kawalerskim Orderu Odrodzenia Polski.